# Anwar Uddin
Anwar Uddin (* 1. November 1981 in Whitechapel, London Borough of Tower Hamlets) ist ein englischer Fußballspieler.
Uddin wurde in London als Nachfahre bangladeschischer Einwanderer geboren. Nachdem er in der Jugendmannschaft von West Ham United gespielt hatte und in der Reservemannschaft West Hams Mannschaftskapitän war, waren seine ersten Stationen im Profifußball Sheffield United (First Division) und die Bristol Rovers (Third Division).
Derzeit spielt Uddin für den Viertligisten Dagenham & Redbridge.

## Soziales Engagement
Uddin engagiert sich als Botschafter für Show Racism the Red Card.